# 5-й армейский корпус (Российская империя)
5-й армейский корпус, V армейский корпус — общевойсковое соединение (армейский корпус) Русской императорской армии. 

## История
В 1874 году решением Особого совещания по усилению боевой готовности полевых войск в русской армии были созданы армейские корпуса. V армейский корпус был сформирован 19 февраля 1877 года в составе управления, 7-й, 8-й пехотных дивизий и 5-й кавалерийской дивизии. Корпус принял участие в русско-турецкой войне 1877—1878 годов.
К 5 августа 1914 года корпус в составе 5-й армии находился в составе Юго-Западного фронта. Принимал активное участие в Первой мировой войне, в частности, в Галицийской битве 1914 г., в Виленской операции в августе - сентябре 1915 г.
Корпус отличился в Нарочской операции 1916 г., в сражении при Берестечко в начале июля того же года. 
В январе — феврале 1917 года в 5-м корпусе была сформирована 151-я дивизия четвертой очереди. В состав новой 151-й пехотной дивизии входили следующие полки: 601-й Ландваровский, 602-й Лащовский, 603-й Нарочский, 604-й Вислинский полки. Все полки этой дивизии получили название в память мест, прославленных доблестью этого корпуса. В январе 1917 года дивизия занимала оборону от р. Липа до д. Мерва. В это время 5-й армейский корпус входил в состав Особой армии Западного фронта. 
18 апреля 1917 года корпус вошел в состав 11-й армии Юго-Западного фронта.

## Состав

### К 1 января 1889 года
- управление;
- 7-я пехотная дивизия[2];
- 10-я пехотная дивизия[2];
- 5-я кавалерийская дивизия[2].

### На 1890 год
- управление;
- две пехотные дивизии;
- одна кавалерийская дивизия[3].

### К 1 июня 1909 года
- управление;
- 7-я пехотная дивизия[2];
- 10-я пехотная дивизия[2];
- 5-я кавалерийская дивизия[2];
- 14-я кавалерийская дивизия[2].

### На 18 июля 1914 года
До начала войны входил в Московский военный округ. Состав на 18.07.1914:
- 7-я пехотная дивизия
- 10-я пехотная дивизия
- 3-я отдельная кавалерийская бригада
- 5-й мортирно-артиллерийский дивизион
- 23-й сапёрный батальон

## Командование корпуса

### Командиры корпуса
- 19.02.1877 — 04.03.1877 — генерал-лейтенант барон Меллер-Закомельский, Николай Иванович
- 04.03.1877 — 07.09.1878 — генерал-лейтенант Ралль, Василий Фёдорович
- 07.09.1878 — 14.03.1881 — генерал от инфантерии Радецкий, Фёдор Фёдорович
- 21.03.1881 — 18.07.1887 — генерал-лейтенант граф Мусин-Пушкин, Александр Иванович
- 18.07.1887 — 09.04.1889 — генерал-лейтенант Дандевиль, Виктор Дезидериевич
- 09.04.1889 — 30.11.1892 — генерал-лейтенант (с 30.08.1891 генерал от артиллерии) Свистунов, Александр Павлович
- 07.12.1892 — 06.04.1895[9] — генерал-лейтенант Тимрот, Карл Александрович
- 18.04.1895[10] — 01.02.1896 — генерал-лейтенант Тутолмин, Иван Фёдорович
- 27.02.1896 — 23.01.1901 — генерал-лейтенант (с 06.12.1898 генерал от кавалерии) Бодиско, Константин Константинович
- 19.03.1901 — 05.06.1902 — генерал-лейтенант Боголюбов, Андрей Андреевич
- 27.06.1902 — 14.08.1906[11] — генерал-лейтенант (с 02.04.1906 генерал от кавалерии) Вонлярлярский, Николай Михайлович
- 28.08.1906[12] — 17.10.1906 — генерал-лейтенант барон Меллер-Закомельский, Александр Николаевич
- 02.11.1906 — 30.04.1910 — генерал-лейтенант (с 06.12.1907 генерал от кавалерии) Шутлеворт, Николай Васильевич
- 30.04.1910 — 07.03.1911 — генерал-лейтенант (с 06.12.1910 генерал от инфантерии) Михневич, Николай Петрович
- 09.03.1911 — 05.12.1914 — генерал-лейтенант (с 06.12.1911 генерал от кавалерии) Литвинов, Александр Иванович
- 06.12.1914 — 02.04.1917 — генерал-лейтенант (с 27.01.1916 генерал от инфантерии) Балуев, Пётр Семёнович
- 03.04.1917 — 10.12.1917 — генерал-лейтенант Милеант, Гавриил Георгиевич

### Начальники штаба корпуса
- 24.02.1877 — 31.10.1877 — полковник Шафгаузен-Шёнберг-Эк-Шауфус, Дмитрий Николаевич
- хх.хх.1878 — 29.09.1878 — полковник (с 30.08.1878 генерал-майор) Шафгаузен-Шёнберг-Эк-Шауфус, Дмитрий Николаевич (повторно)
- 29.09.1878 — 19.12.1884 — генерал-майор Эллерс, Эдуард Гаврилович
- 23.01.1885 — 14.10.1890 — генерал-майор Мейер, Лев Лаврентьевич
- 28.01.1891 — 23.10.1897 — генерал-майор Шестаков, Владимир Александрович
- 12.11.1897 — 30.06.1899 — генерал-майор Сахаров, Владимир Викторович
- 26.07.1899 — 29.09.1903 — генерал-майор Закржевский, Николай Иосифович
- 11.10.1903 — 28.10.1904 — генерал-майор Эверт, Алексей Ермолаевич
- 03.11.1904 — 01.05.1910 — генерал-майор Любомиров, Павел Петрович
- 05.05.1910 — 22.12.1914 — генерал-майор Бенескул, Владимир Онуфриевич
- хх.12.1914 — 11.10.1915 — генерал-майор Ливенцев, Николай Денисович
- 11.10.1915 — 29.05.1916 — генерал-майор Вальтер, Ричард-Кирилл Францевич
- 31.08.1916 — 17.01.1917 — генерал-майор Дмитриевский, Пётр Иванович
- 17.01.1917 — 05.05.1917 — генерал-майор Романов, Владимир Романович
- 19.06.1917 — хх.хх.1917 — генерал-майор Левитский, Вячеслав Иванович
- хх.хх.1917 — ранее сентября 1917 — генерал-майор Буров, Пётр Никитич

### Начальники артиллерии корпуса
В 1910 году должность начальника артиллерии корпуса была заменена должностью инспектора артиллерии
Должность начальника / инспектора артиллерии корпуса соответствовала чину генерал-лейтенанта. Лица, назначаемые на эту должность в чине генерал-майора, являлись исправляющими должность и утверждались в ней одновременно с производством в генерал-лейтенанты.
- 19.03.1877 — 07.12.1879 — генерал-майор (с 16.04.1878 генерал-лейтенант) Кильхен, Сергей Алексеевич
- 07.12.1879 — 27.10.1899 — генерал-майор (с 23.11.1884 генерал-лейтенант) Сидоров, Николай Петрович
- 05.12.1899 — 17.12.1905 — генерал-майор (с 01.01.1901 генерал-лейтенант) Стогов, Евграф Евграфович
- 01.03.1906 — 27.01.1907 — генерал-майор (с 06.12.1906 генерал-лейтенант) Волковицкий, Владимир Ильдефонсович
- 27.01.1907 — 04.11.1907 — генерал-майор (с 30.07.1907 генерал-лейтенант) Осипов, Пётр Васильевич
- 21.11.1907 — 25.07.1910 — генерал-майор (с 06.12.1907 генерал-лейтенант) Мингин, Иосиф Феликсович
- 25.07.1910 — 02.11.1912 — и. д. генерал-майор Петунин, Александр Яковлевич
- 02.11.1912 — 21.02.1915 — генерал-майор (с 14.04.1913 генерал-лейтенант) Епанешников, Иван Николаевич
- 21.02.1915 — 29.04.1917 — генерал-майор (с 06.12.1915 генерал-лейтенант) Горбачевич, Александр Евстафьевич
- 29.04.1917 — хх.хх.19хх — и. д. генерал-майор Скерский, Леонард Генрихович